# Филиппинцы в Гонконге

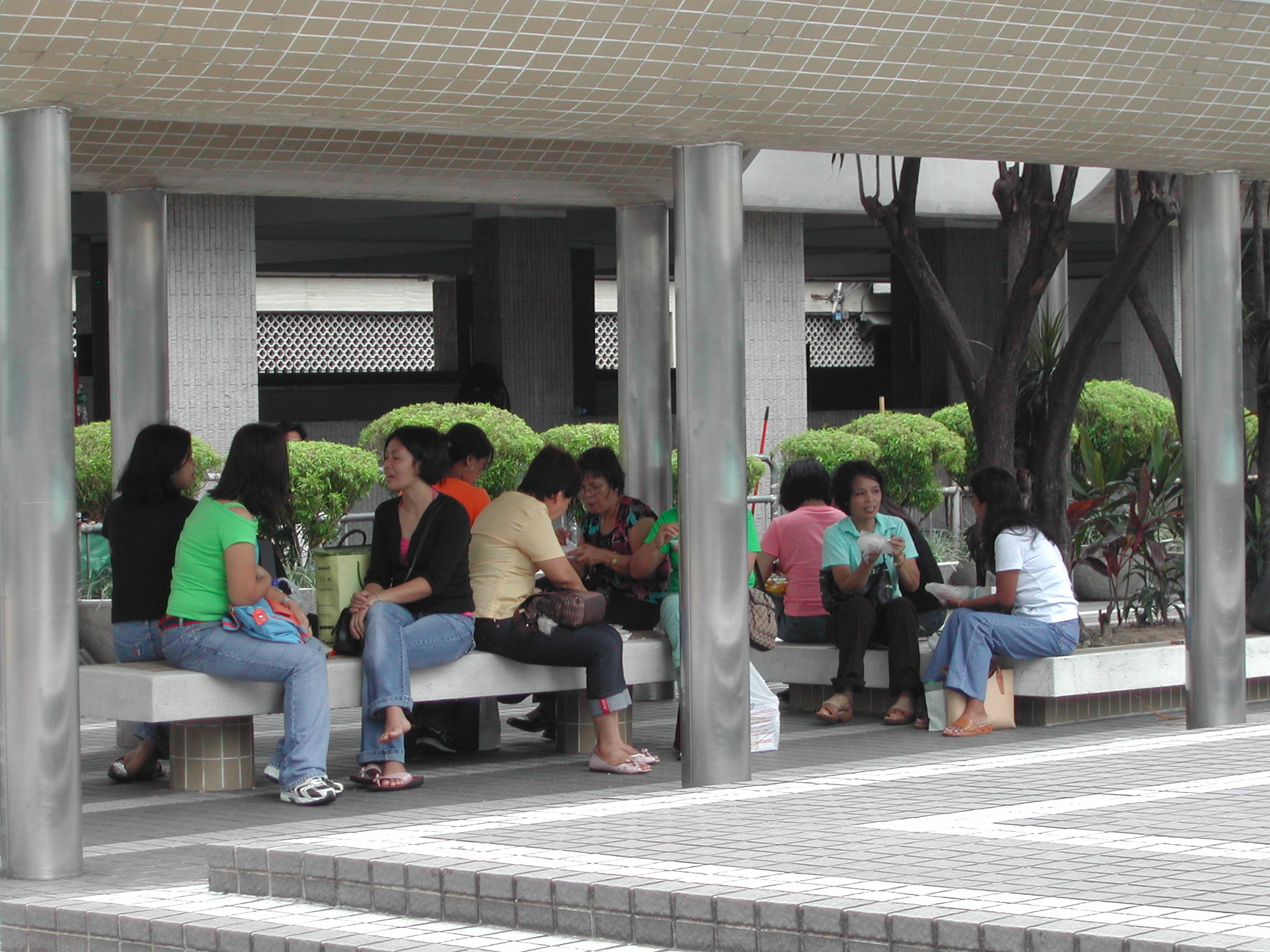
Площадь в Центральном районе, где по воскресеньям собираются филиппинские женщины

Филиппинцы (англ. Filipinos) — одна из двух крупнейших групп некоренного населения Гонконга (наряду с индонезийцами). Согласно данным переписи населения 2011 года в Гонконге официально проживало 133 тыс. филиппинцев (согласно неофициальным данным, в Гонконге проживало около 200 тыс. филиппинцев). Большинство филиппинцев работает в сфере услуг (домашняя прислуга, работники ресторанов и кафе, уборщики офисов и квартир, садовники), остальные — в сфере строительства (в основном рабочие, но также встречаются инженеры и архитекторы), морских перевозок (младший состав экипажей торговых судов), информационных технологий, финансовых услуг (бухгалтера), медицины (медсёстры и другой младший персонал больниц).
Большинство филиппинских рабочих является временным персоналом и не рассматривает Гонконг в качестве постоянного места жительства. Они приезжают в Китай по трудовым контрактам и каждый месяц отправляют часть заработанных денег своим семьям. Каждый год значительная часть филиппинцев возвращается на родину, а на их место приезжают новые рабочие с Филиппин.
Нередко филиппинская прислуга, работающая в Гонконге, получает меньше официальной минимальной зарплаты, регулярно подвергается принудительному труду и сверхнормированной эксплуатации, многие филиппинские женщины страдают от переутомления, насилия и сексуальных домогательств. В последние годы появилась тенденция, когда дипломированные специалисты, подрабатывавшие в Гонконге домашней прислугой, возвращаются на родину работать по специальности.   

## История
В 1891—1892 годах в добровольной ссылке в Гонконге находился Хосе Рисаль. В 1897 году большая группа филиппинских революционеров во главе с Эмилио Агинальдо была депортирована в Гонконг. 
Массовая трудовая миграция филиппинцев в Гонконг началась в 1970—1980-х годах. Долгое время основным местом работы филиппинцев был Центральный район, где сконцентрированы офисы компаний и банков, отели и торговые центры. После открытия в 2005 году гонконгского Диснейленда многие филиппинцы начали работать там в качестве обслуживающего персонала и артистов.

## Современное положение
По состоянию на 2011 год крупнейшие общины филиппинцев проживали в Восточном (14,6 тыс.), Центральном и Западном (14 тыс.) округах, в Коулун-Сити (12,2 тыс.), Ваньчае (11,1 тыс.) и Южном округе (11,1 тыс.). Абсолютное большинство филиппинцев (около 160 тыс.) — католики, остальные — протестанты или мусульмане. Неформальным центром филиппинской общины является католическая церковь Святого Иосифа (англ. St. Joseph's Catholic Church) в районе Мид-левелс. Во многих католических приходах имеются службы на тагальском и английском языках, рассчитанные на филиппинцев. Около 30 тыс. человек состоят в Союзе филиппинских рабочих-мигрантов. 
Между собой филиппинцы общаются на тагальском или близком к нему филиппинском языке. С местным населением филиппинцы разговаривают преимущественно на английском языке. Многие филиппинцы знают несколько бытовых фраз на кантонском диалекте и лишь некоторые, кто долго живёт в Гонконге, сносно разговаривают на кантонском.

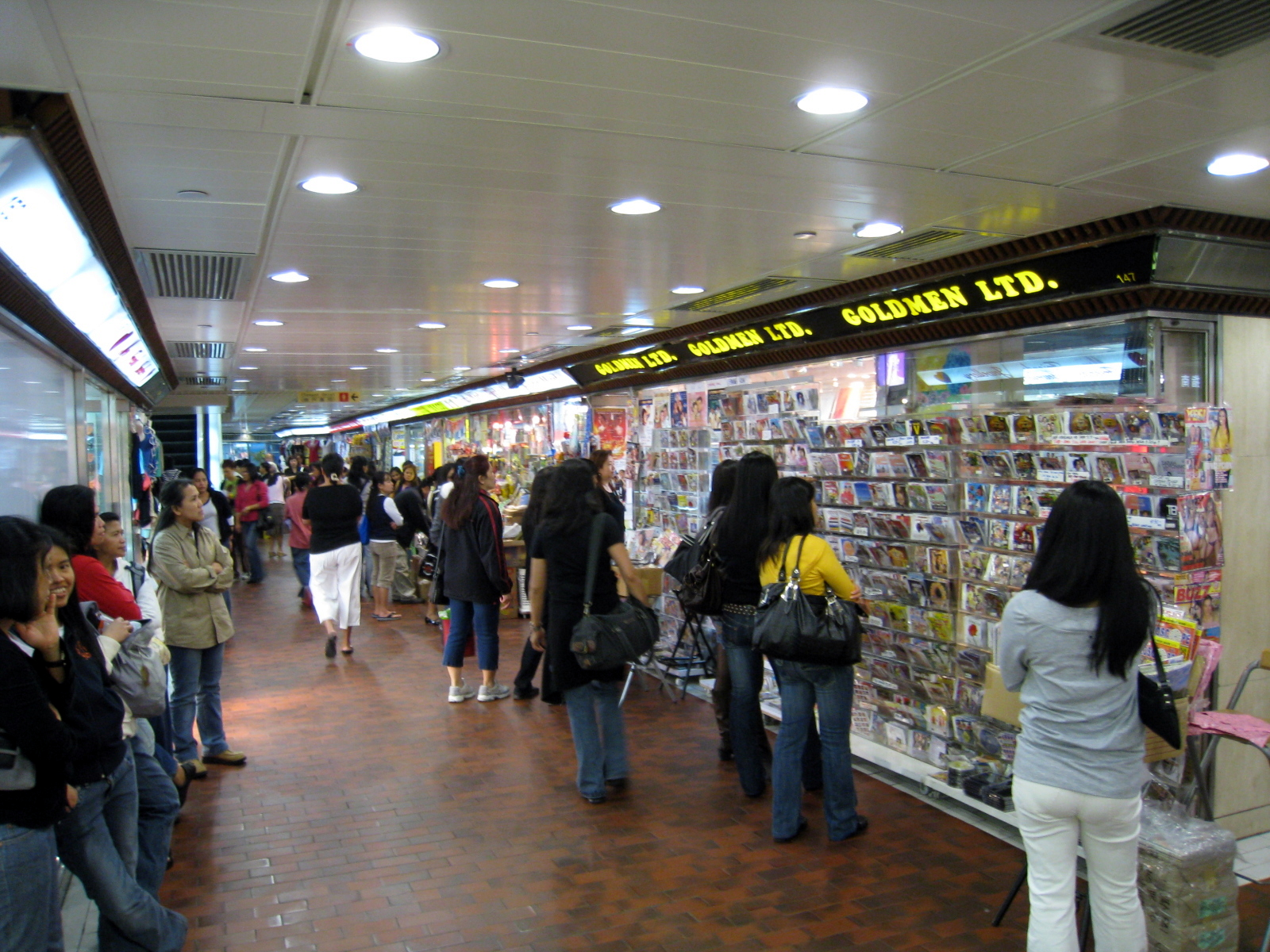
Торговые площади в World-Wide House

Популярным местом досуга филиппинцев, особенно в выходные дни, является трёхэтажный торговый центр на цокольном уровне офисного небоскрёба World-Wide House, расположенного в Центральном районе. Здесь многими небольшими магазинами, киосками и открытыми лотками управляют филиппинцы, которые оказывают землякам различные услуги (денежные переводы, телефонная и интернет связь) и продают филиппинские товары — продукты питания, напитки, журналы, музыку и фильмы.
Другими местами встреч филиппинцев по воскресеньям являются небольшая площадь Статуи (англ. Statue Square) перед зданием банка HSBC, Чатер-Гарден и территория вокруг Гонконгского культурного центра в районе Чимсачёй. На этих встречах филиппинцы обмениваются новостями, журналами и музыкой, танцуют и поют, угощают друг друга национальными блюдами, приготовленными самостоятельно. В районах Ваньчай, Чимсачёй и Куорри-Бей расположено несколько филиппинских ресторанов и кафе.
Важным культурным центром филиппинцев Гонконга является Bayanihan Kennedy Town Centre в районе Сайвань. Филиппинцы-аглипаянцы посещают англиканскую церковь Сент-Джонс. Также в Гонконге проживает немало прихожан филиппинской Церкви «Иисус — Господь».

## Основные организации

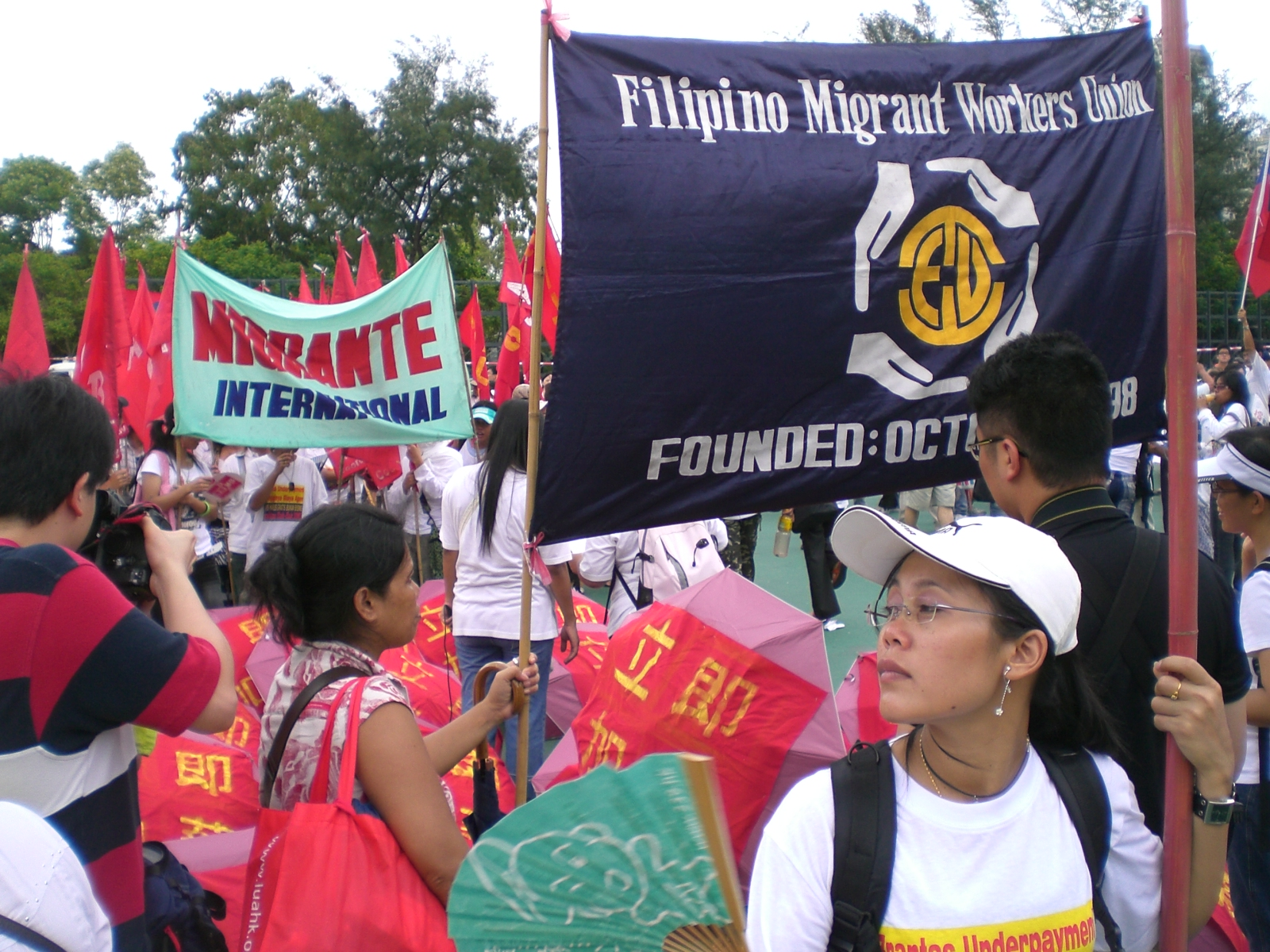
Демонстранты с флагом Союза филиппинских рабочих-мигрантов

- Филиппинская ассоциация Гонконга (Philippine Association of Hong Kong)
- Миссия для рабочих-мигрантов (Mission for Migrant Workers)[20]
- Объединённые филиппинцы в Гонконге (United Filipinos in Hong Kong)[21]
- Филиппинская католическая ассоциация (Filipino Catholic Association)
- Филиппинская мусульманская ассоциация (Muslim Filipino Association)
- Гонконгская ассоциация филиппинского кали (Hong Kong Philippine Kali Association)[22]

Ведущей газетой филиппинцев Гонконга является англоязычная The SUN, основанная в 1995 году, ведущим видео-сервисом — HK Pinoy TV.